# Sardana
La sardana és una dansa popular catalana considerada el ball nacional de Catalunya. És una dansa col·lectiva que ballen homes i dones agafats de les mans formant una rotllana, i puntejant amb els peus els compassos de la música interpretada per la cobla. El nom pot fer referència tant al ball com a la música.
Per a ballar la sardana, un nombre indeterminat de dansaires formen una rotllana agafats per les mans i mirant al centre, ballant cap a dreta i esquerra amb un tempo bastant estable, amb un aire sovint lent i concentrat, en alguns moments més animat. Els components de la rotllana han de ser preferiblement parelles formades per home-dona, però només cal un mínim de dues persones agafades de les mans per a considerar que ja han creat una rotllana. La sardana és una dansa no excloent, de manera que qualsevol persona i en qualsevol moment del ball pot afegir-se individualment o en parella a la rotllana (llevat que es tracti d'un concurs o una exhibició). Tanmateix, existeix la colla sardanista organitzada com a grup estable, semblant a l'esbart dansaire.
El ball és més complex que no sembla. La sardana s'estructura en diverses parts, anomenades tirades, de les quals n'hi ha de dos tipus, curts i llargs. Els balladors han de comptar, si no els coneixen abans, el nombre de compassos de cada tirada (el tiratge) per tal de saber quan i com s'acaba de ballar. A més, han d'identificar els canvis de ritme, de volum sonor i d'altres motius musicals per a interpretar-la correctament: l'aire, el salt petit, el salt fort, etc. També hom parla de treure una sardana.
La formació que habitualment interpreta la música de la sardana és la cobla, que en general consta de 12 instruments tocats per 11 músics. Quatre d'aquests instruments (tenora, tible, flabiol i tamborí) són instruments típicament catalans; els altres quatre són més convencionals (contrabaix, trompeta, trombó i fiscorn).
La música de la sardana (que forma part del que genèricament es coneix com a música de cobla) té quasi sempre compàs binari, de 2/4 o 6/8, i pot ser escoltada en forma de concert. Algunes composicions, però, estan arranjades per a altres formacions musicals o afegeixen un acompanyament coral o totes dues coses alhora.
La sardana tal com es coneix actualment data de mitjants del segle xix. D'aleshores ençà s'ha cultivat ininterrompudament, de manera que hi ha més de trenta mil partitures de sardanes.
La sardana fou temporalment prohibida durant el franquisme com a símbol nacional.
L'any 2010 la Generalitat de Catalunya va inscriure la sardana al Catàleg del Patrimoni Festiu de Catalunya i la declarà element festiu patrimonial d'interès nacional.

## Història

### Origen

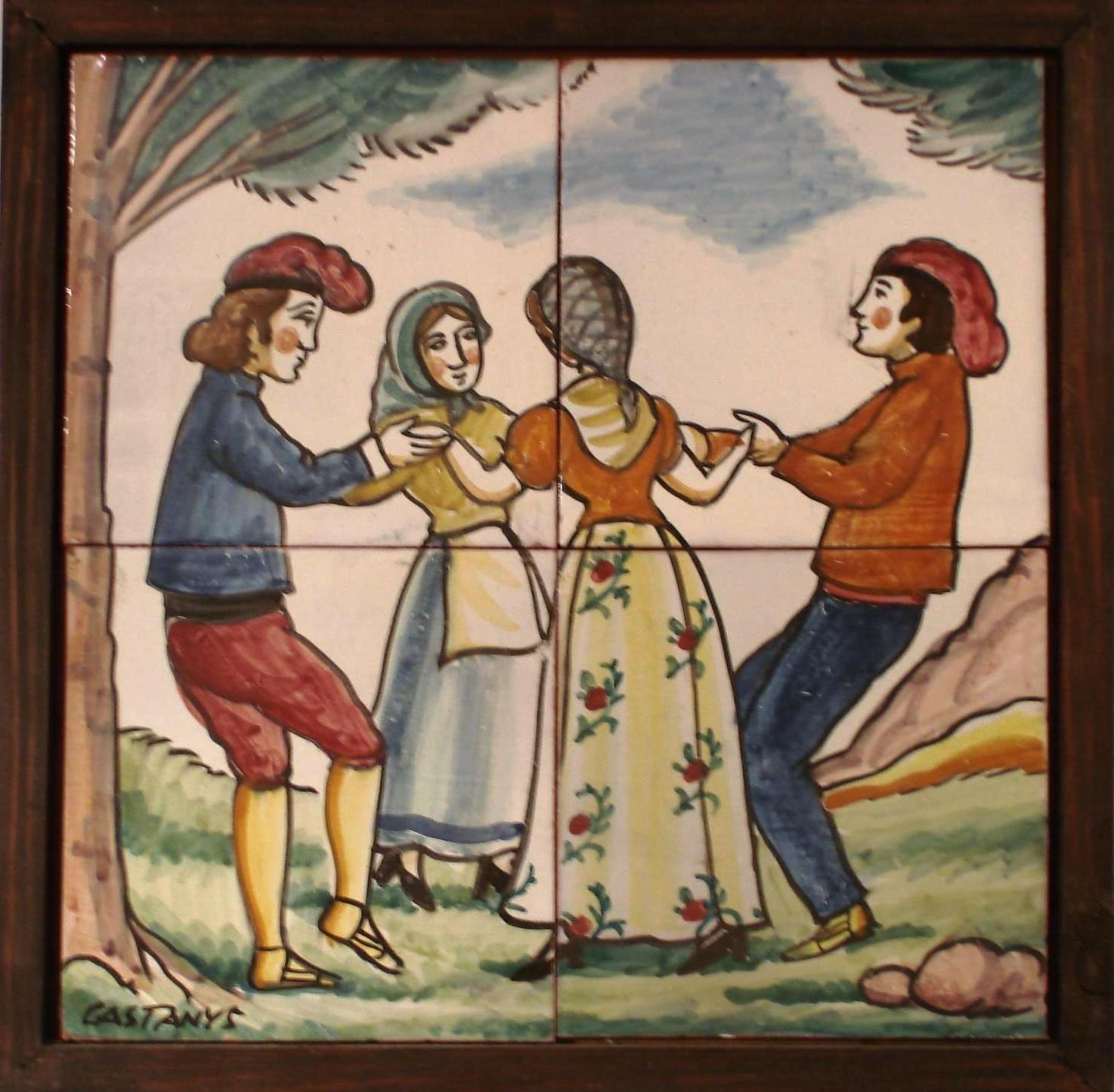
Rajola amb una sardana

L'origen de la sardana és pràcticament desconegut. La seva forma, la manera de ballar-la, el fet d'agafar-se de les mans, denoten, segons alguns autors, una antiguitat que es pot remuntar a èpoques preromanes. Per això són tan abundants les llegendes que fixen el seu principi a l'antiga Grècia, on les danses circulars, donant-se les mans, ja abundaven, segons es desprèn d'algunes representacions escultòriques. Posteriorment van ser adoptades per pobles ibèrics i ballades a les riberes de la Mediterrània. Sense arribar al mateix grau de normalització coreogràfica i elaboració instrumental, similars danses circulars enllaçades en compàs de 6/8 es troben també en altres zones de Provença, Galícia, Astúries, Castella i Portugal.
També hi ha qui veu en la sardana orígens ancestrals. Així, l'historiador Josep Pella propugna l'origen remot de la sardana amb les narracions de les danses en cercle, que "corresponen de ple a la cultura anatòlica" i també, "és conegut que les maneres musicals romana d'Orient i grega venen d'Anatòlia" concloent amb "de fet, el poble ibèric de les costes dels Països Catalans va conèixer danses rítmiques afins a la sardana", i la identifica basant-se en la semblança de la sardana que llavors es ballava (sardana curta), amb les hores del dia (8 compassos de curts a la nit i 16 compassos de llargs durant el dia).
Cercant respostes, s'ha derivat cap a l'estudi etimològic de la paraula sardana, trobant els seus orígens en la paraula llatina "Cerretana", que, segons Plini (escriptor llatí), és el nom del territori pirinenc de la regió de Girona anomenada Cerdanya. Degut també a les familiaritats etimològiques, hi ha qui ho ha associat a l'illa de Sardenya a Itàlia, encara que no s'ha pogut demostrar cap vincle amb el ball.
En el segle xiv, el rei Joan I, que era molt aficionat a la música, va arribar a mantenir en la seva cort una nombrosa «cobla» reial de joglars i ministrils, espècie de precedent de les actuals bandes municipals. Un dels instruments que integraven aquestes eren les xeremies, instruments de fusta, de tub cònic i llengüeta de canya doble. N'hi havia de diferents mides, per doblegar les veus del cor i d'aquí procedeix precisament el nom abreujat de «tible» («xeremia tible») i «tenor» («xeremia tenor») amb els quals es designen els dos tipus d'aquesta família que s'han perpetuat fins als nostres dies.
No és fins al segle xvi que apareix la terminologia sardana fent referència concreta a una dansa que es ballava en forma de cercle tancat o rotllana. Les primeres cites concretes de la paraula sardana, recollides per Joan Amades en la seva publicació La Sardana, aplicades a un context coreogràfic es troben en un monitori del bisbe de Girona, Julià Tocco, de l'any 1575, i es refereixen a les disposicions per privar de ballar sardanes durant la festa del Corpus a l'interior de la Catedral. Posteriorment, una sinodal del bisbe de Vic, de l'any 1595 es refereix també a la prohibició de ballar sardanes davant de les esglésies durant la celebració dels oficis.

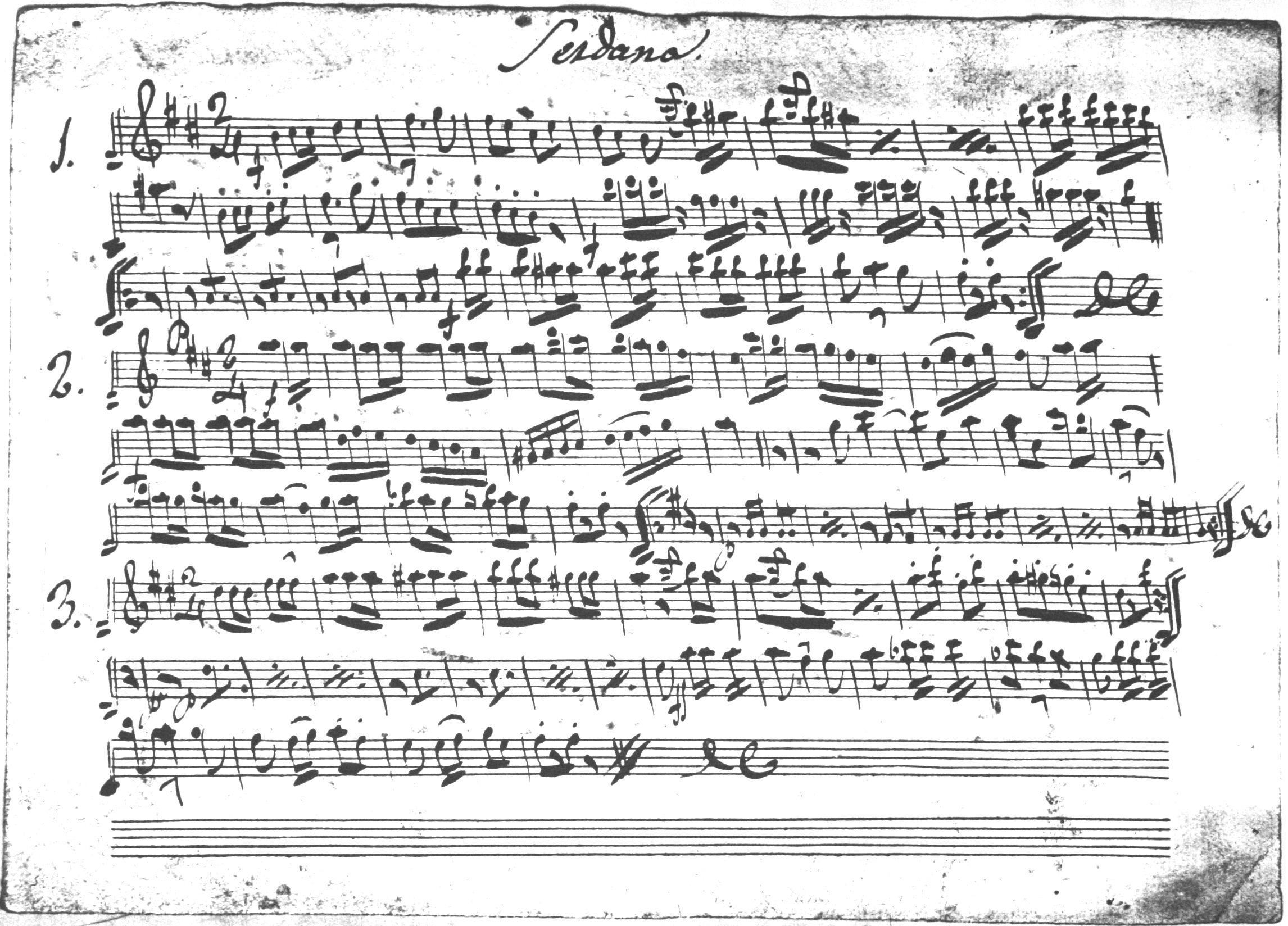
Sardanes en un manuscrit datat a Barcelona l'any 1853 que, a més conté altres danses anomenades franzesas (Arxiu Històric Comarcal de Puigcerdà)

Tot i que la denominació sardana com a ball apareix ja al segle xvi, no es té informació de com era aquest ball ni tan sols amb els documents que la citen fins al segle xix. Així doncs és a partir del segle xix que es considera que es crea la sardana, amb el contrapàs.

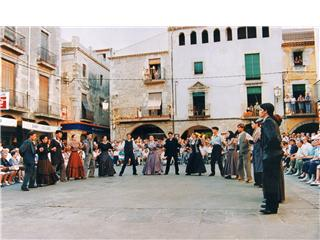
Reproducció del contrapàs per l'Agrupació Sardanista Continuïtat en l'espectacle Trencats i Seguits. Torroella de Montgrí. 1994

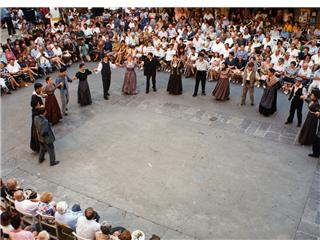
Vista aèria del contrapàs que permet visualitzar com els balladors intenten treure el contrapàs. Torroella de Montgrí. 1994

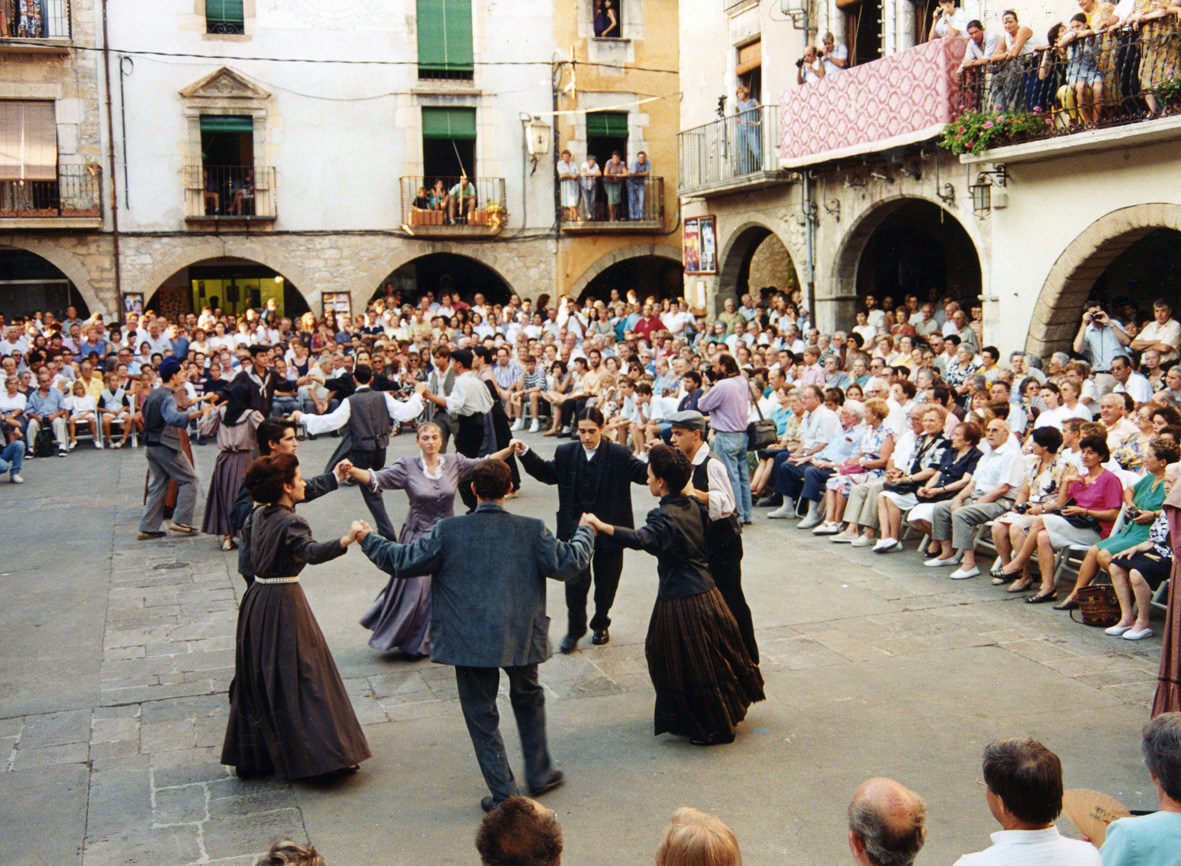
Reproducció de la sardana curta per l'Agrupació Sardanista Continuïtat en l'espectacle Trencats i Seguits. Torroella de Montgrí. 1994

### Contrapàs
El contrapàs, estès sobretot per les comarques pirinenques i nord-occidentals de Catalunya, era una dansa semilitúrgica ballada en cadena, era semblant a les sardanes però era ballada per homes, que representava l'organització jeràrquica i social d'una comunitat. Els balladors dansen en semicercle i el primer ballador de l'extrem esquerre domina el grup, impulsant-los a fer passes més o menys llargues, amb l'objectiu d'acabar al mateix lloc on ha començat. Si s'aconsegueix aquesta fita, els balladors deien que havien aconseguit treure el contrapàs. La jornada de ball contenia diverses seccions i figures, una de les quals era una coreografia de ball en rodona: la sardana.
El musicòleg Lluís Albert va localitzar l'any 1955, a la Biblioteca de Catalunya i procedent de la biblioteca del compositor, organista i bibliòfil gironí Joan Carreras i Dagàs, un manuscrit del segle xviii on entre altres ballables hi ha 4 sardanes, que són les més antigues que s'han trobat. Una d'elles porta per títol La del senyor mestre d'Amer.

### Sardana curta
Durant la primera meitat del segle xix el contrapàs sofreix una davallada, i es redueix el nombre de les seves representacions. Al mateix temps, aquella última figura del contrapàs agafa personalitat pròpia i substitueix el contrapàs mateix. Aquesta primera versió independent s'anomena sardana curta, té una forma musical de vint-i-quatre compassos amb una extensió melòdica definida i fixa que no representava cap dificultat pels balladors, que repartien de forma igual els passos a totes les sardanes.
Aquesta dansa, molt rudimentària i monòtona, acompanyada per instruments populars diferentment escollits segons la comarca, es va estenent pels dos vessants pirinencs i convenint, a principis del segle passat, amb les primeres "sardanes curtes" que no van ser més que la vitalització de certs ritmes que després van constituir la base de la veritable sardana que en la seva forma més primària o «curta» es va ballar tant al Rosselló com a l'Empordà i la Garrotxa. Aquesta germanor entre les terres del Pirineu oriental, presidida pels cims del Canigó, va ser més viva en assimilar els catalans la florida musical i coreogràfica de la sardana rossellonesa, a mitjans del segle xix. El vincle d'unió entre l'Empordà i el Rosselló es va concretar gràcies al creador de l'actual sardana, Pep Ventura, que va aconseguir l'ampliació i enriquiment de l'extingida "sardana curta".
La sardana, amb les seves peculiars característiques coreogràfiques i de comptabilitat i distribució dels passos, venia ballant-se des de temps immemorials a l'Empordà i comarques gironines veïnes, diferenciant-se tan sols de la forma actual en què, mentre en aquesta les dues parts fonamentals, «curts» i «llargs», consten d'un nombre variable de compassos -dins d'uns límits prudencials- en la seva forma coreogràfica primitiva els «curts» constaven sempre de vuit compassos i els «llargs» de setze. En el seu aspecte musical aquestes sardanes estaven constituïdes per dues fases de vuit compassos, en compàs binari compost, que es repetien, donant així lloc coreogràficament a dues tandes de «curts» i una de «llargs». En total, sumades totes les repeticions -l'ordre i nombre era idèntic a l'actual- aquestes sardanes constaven de noranta-sis compassos i la seva durada no arribava per tant als dos minuts.

### Sardana llarga
Durant el segon terç del segle xix la sardana curta experimentà una progressiva modificació i es va allargant, donant lloc a la sardana llarga. Les melodies comencen a copiar el model d'òperes italianes, de manera que els balladors, no acostumats a tenir més passos que els habituals, no poden acabar correctament la sardana i treure el ball en el moment que s'acaba la música. Per contextualitzar aquest canvi, cal tenir en compte que les cobles no eren estables, variaven sovint els seus components i no eren professionalitzades. Això feia que els agradés incloure músiques de moda d'aquella època per a fer el ball més popular i festiu. La sardana curta va representar una nova actitud social, posant la sardana com a nou ball de moda, per contra de l'antic contrapàs.
El pas de la sardana curta a la llarga té com a precursor Pep Ventura (1817-1875) que reforma l'estructura musical (bàsicament allargant la sardana) i reestructurant i ampliant la cobla. Pep Ventura, també conegut com a Pep de la tenora, fou sens dubte el principal responsable que la sardana s'afirmés i propagués a finals del segle xix, especialment per les comarques empordaneses, on ell tenia els seus orígens familiars. El famós Pep Ventura no va ser només el que va concretar les essències de la sardana actual, sinó que va donar forma, caràcter i proporcions completament definides i encara acceptades ara com a base incommovible de la genuïna dansa de Catalunya.
El gust de Pep Ventura per l'ofici de músic i la seva oberta fantasia li van fer imaginar l'ampliació de la "sardana curta". Cap a 1840 va descobrir que a Perpinyà es ballava al so d'un nou instrument, la tenora, versió molt més perfecta, dúctil i expressiva dels medievals, guerrers i camperols instruments. Ventura va aconseguir imposar la tenora a Figueres, incorporant l'acompanyament de la "sardana llarga" que va tenir, a partir de llavors, una preponderància extraordinària. En poc temps, a aquest acompanyament (que acostumava a limitar-se al tiple o "prima" -una altra rudimentària derivació del flabiol-), la cornamusa, el flabiol i el tamborí es van incorporar altres instruments de les orquestres de ball populars, els cornetins, els fiscorns i el contrabaix, quedant formada la veritable cobla de sardanes que Pep Ventura va establir en onze instruments, dues tenores, dos tiples, dos cornetins, dos fiscorns, un trombó, el contrabaix, el flabiol i el petit tamborí rítmic.
D'aquesta manera, la sardana, que fins a mitjan segle xix era simplement una senzilla dansa campestre concebuda exclusivament per fer ballar, a partir de Pep Ventura, amb les modificacions en l'afinació i el perfeccionament dels toscs «tenors» d'abans, va esdevenir una peça musical susceptible de ser escoltada amb emoció. Aquestes dues tendències fonamentals es perpetuaren amb múltiples facetes intermèdies i varietat de matisos.
Per als republicans federals d'aquella època, la sardana llarga significà el ball de la nova societat contemporània, sense privilegis ni distincions de classe. El contrapàs, però, no va desaparèixer a tot arreu i el continuà ballant un grup social i polític molt ben definit: els carlins, els favorables a la monarquia més reaccionària i a l'Església que li donava suport. Fins i tot a les viles empordaneses que eren governades per ajuntaments carlins, s'arribaven a celebrar festes majors dividides, ja que els republicans reivindicaven la sardana i els carlins s'hi oposaven.
Va ser amb un altre empordanès, Miquel Pardàs (1818-1872), que la sardana va tenir el seu primer autèntic coreògraf. Pardàs va ser un consumat ballador popular de Verges, de la mateixa edat de Pep Ventura, que va aplicar la seva imaginació a establir la nomenclatura de passos adequats a la rica i polifònica sardana llarga. Va publicar a Figueres el que es coneix com el primer Mètodo per aprendre de ballar sardanes llargues. Amb el coneixement del nou mètode per a repartir s'aconsegueix major difusió d'aquest nou estil de sardana, tot i que era poca la gent que aconseguia treure les sardanes, la qual cosa era motiu de lluïment envers la resta de dansaires.
A partir de llavors la sardana va cobrar ràpidament una popularitat que ja no va cedir, difonent-se en dues direccions: al llarg de la costa, cap a la Selva, fins als límits de la província de Barcelona, i cap a l'interior, de Banyoles a Besalú, Olot, Ripoll i Vic. Des d'allà es propaga a tot Catalunya, arribant també a Barcelona. L'Associació d'empordanesos també va contribuir enormement a la difusió de la sardana a Barcelona, organitzant ballades de sardanes a diferents llocs. Ja el 1860, es donaven audicions de sardanes en alguns dels cafè-jardins que existien al passeig de Gràcia, potser en els mateixos on cantaven els homes d'Anselm Clavé. Els cors clavelians ja van cantar per aquelles dates les sardanes del seu mestre i de Pep Ventura El pom de flors i Arri, Moreu. Van ser molts els factors que en el període vuitcentista van fer possible la ràpida popularitat de la sardana. Van contribuir a l'expansió d'aquesta música fites com ara la transcripció d'algunes sardanes per les més diverses orquestres. Així, doncs, la famosa sardana El toc d'oració de Pep Ventura, va ser executada per una banda d'artilleria.
El 1870 l'Ajuntament de Barcelona va contractar una cobla empordanesa per les festes de la Mercè, convertint des de llavors la sardana en la dansa de totes les terres de Catalunya. En la programació de les festes d'aquell any el cartell detallava: "empordanesos ballen sardanes llargues al so de la cobla" i en el de l'any 1872 figurava la cobla de Pep Ventura "tocant contrapassos, sardanes llargues i altres balls".
L'any 1860 es va oferir un espectacle a la reina Isabel II en visita al monestir de Montserrat, amb sardanes tocades per una cobla baixada expressament de l'Empordà i ballades per una colla de Torroella de Montgrí dirigida pel gran ballaire i trobador del sistema de repartiment, Miquel Pardàs.
L'Orfeó Català va dedicar especial atenció a la música popular catalana i el 1892 va aconseguir l'estrena en el Gran Teatre del Liceu de Barcelona de l'òpera Garín del mestre Tomás Bretón, en la qual figura una sardana que el dia de l'estrena va haver de repetir-se tres vegades davant la persistent insistència del públic.
A partir d'aquest moment la difusió de la sardana a la resta de comarques és remarcable i entra ja en el segle xx.

### La sardana actual

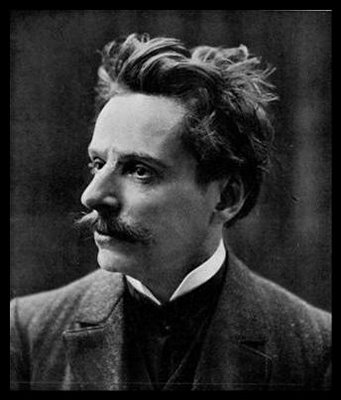
Enric Morera, un dels compositors de major qualitat

Durant el primer quart del segle xx hi ha una intensa activitat sardanista. Sorgeixen ateneus, casals i associacions que es reuneixen periòdicament i amenitzen les trobades amb cançons populars i ballades de sardanes. La dansa va arrelant en la consciència col·lectiva com a símbol de solidaritat i germanor, a més a més s'hi afegeixen interessos polítics i intel·lectuals que l'aniran convertint en la dansa nacional de Catalunya. Un dels polítics que va ajudar a la propagació i simbolització nacionalista de la sardana fou Francesc Cambó que des de la regidoria de l'Ajuntament de Barcelona, va incloure la sardana en les programacions oficials i va enfortir l'associació de conceptes catalanisme-sardanisme.
Durant el primer terç del segle xx, la sardana, immutable en el seu aspecte coreogràfic, va ser renovada per un empelt musical d'extraordinària significació. Els principals compositors catalans van descobrir que es podia anar molt més enllà en la progressió dels seus elements melòdics i harmònics aprofitant l'original combinació instrumental de la cobla, que sempre ha cridat l'atenció de tots els músics (alguns tan il·lustres com Richard Strauss o Ígor Stravinski), aliens al folklore del país. El pas de la sardana purament popular a la de majors ambicions musicals es produeix quan el compositor fundador de la cobla La Principal de Peralada, Josep Serra (1874-1939), dona a conèixer les seves obres, les seves vibrants i líriques sardanes, que fins a un nombre de 250 va deixar escrites, sent moltes d'elles veritables peces d'antologia, fragants de sentiment popular i al mateix temps considerablement depurades de la rusticitat pròpia de les creacions de Pep Ventura.
La tendència culta de la sardana arrelada encara al més perfecte estil tradicional i alhora decididament oberta a nous horitzons, va tenir amb Enric Morera (1865-1942) un dels artífexs de major qualitat. Morera va arribar a infondre a la música sardanística una positiva significació. L'Empordà, La sardana de les monges, Les fulles seques i tantes altres, constitueixen el més bell exemple d'un art refinat i popular a la vegada que va tenir molts excel·lents continuadors; Pau Casals, que va portar la sardana fins confins mundials, el seu germà Enric Casals, Joan Manén, Antoni Català, l'inoblidable Eduard Toldrà, les partitures per a cobla del qual són un exemple de claredat i veracitat en l'estil, Joan Lamote i finalment Joaquim Serra i Corominas, que amb la seva prematura desaparició va tancar el millor capítol en la història de la dansa catalana.
El compositor de Sant Feliu de Guíxols Juli Garreta (1875-1922) va donar a la sardana una dimensió que no es podia imaginar, acceptant la indubtable limitació i fins irregularitat tímbrica de la cobla i la parquedat rítmica pròpia de la dansa. Les sardanes de Garreta, des de la inicial Pubilla fins al vigorós Juny, passant per Pastoral,Dalt les Gabarres, Matinada, Nydia, Griselda i A en Pau Casals, són autèntics poemes simfònics en miniatura que s'aparten de la tradició popular per aproximar-se a la morfologia germànica que tant va influir en els músics catalans del modernisme. Entre aquests, Garreta ocupa un lloc destacat i singular, veritable deixeble espiritual de Strauss, queda aïllat en el panorama de la música catalana i les seves prodigioses sardanes també marquen una fita singular en el gènere, admirables sempre per la noblesa i lirisme de les seves idees expressades amb una seguretat i eloqüència incomparables. L'estil de Garreta no va tenir continuadors.
La sardana s'ha executat i ballat diverses vegades en el Liceu. Un dels majors desitjos de Serguei Diàguilev fou crear una coreografia, un ballet, a base de la sardana Juny del gran compositor Juli Garreta. En un dels viatges d'Ígor Stravinski a Barcelona, el de l'any 1924, se li va preparar una audició de sardanes a l'Ateneu Barcelonès. En sentir les sardanes, Stravinski no se'n sabia avenir. Estava entusiasmat. Després d'escoltar Juny, demanava en veu alta als músics i als organitzadors de la vetllada: "Més Garreta, més Garreta". I va afegir: Quan em trobi de nou a París llavors m'heu de
remetre unes quantes sardanes, que les vull estudiar, envieu-me també unes melodies populars, després, jo us enviaré una sardana meva.
Per aquests anys va venir a Barcelona el famós pianista Harold Bauer que va confessar a Joan Baptista Solervicens el seu fervor per la sardana: "He demanat a Casals -va dir- un concert de Garreta, escrit sobre les directrius d'aquesta dansa vostra que penso estrenar aviat El director alemany Max von Schillings va assistir a diverses audicions de sardanes. Llavors l'il·lustre mestre dirigia la tetralogia de Wagner al Liceu. Max von Schillings es va enamorar de la dansa popular i es va comprometre a fer que els seus compatriotes coneguessin àmpliament la sardana.
Durant la dictadura de Primo de Rivera (1923-1930) es prohibeix ballar la sardana, considerada ja la dansa nacional catalana. Posteriorment la Guerra civil espanyola frena momentàniament la intensa activitat sardanística d'inicis de segle, però el símbol ja està establert i adopta connotacions reivindicatives, d'afirmació patriòtica i nacionalista.
A partir del 1945 i fins als inicis dels 60 el moviment sardanista es recupera i s'expandeix. Es constitueixen noves entitats, concerts, aplecs i colles sardanistes que treballen per a la recuperació del patrimoni cultural i les llibertats democràtiques. El 1959, se celebrà a Montserrat la Primera Jornada d'Estudis Sardanistes. S'establí, entre altres coses, la celebració del Dia Universal de la Sardana i el nomenament anyal d'una població com a Ciutat Pubilla de la Sardana. Així, el diumenge 24 d'abril de 1960 Girona es converteix en la primera Ciutat Pubilla. També s'instauren aplecs que encara avui són de gran tradició, com el de Calella, Cardedeu, Granollers, Figueres, La Bisbal, etc. Al Rosselló i a Andorra hi ha també un cert desplegament sardanista impulsat per l'Escola Nacional de Música de Perpinyà i per l'Agrupació Sardanista Andorrana respectivament.

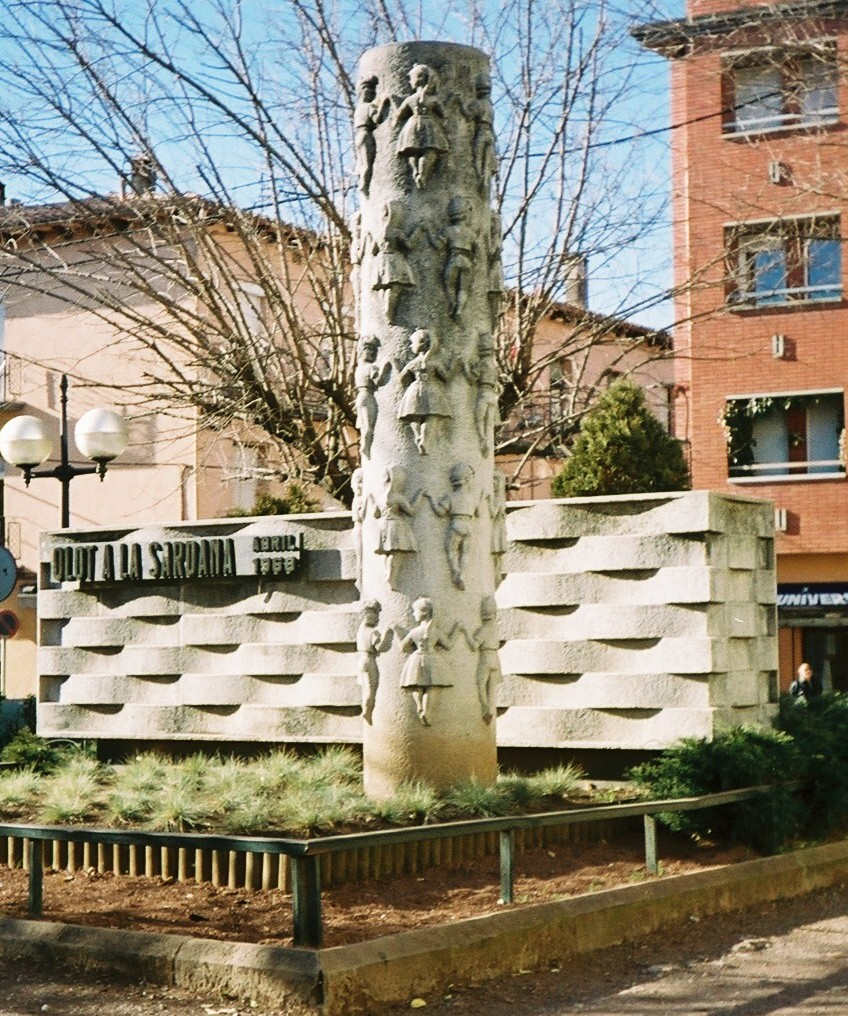
Monument a la Sardana a Olot, obra de Xavier Carbonell, erigit durant el pubillatge de l'abril del 1968

A finals dels anys 70 i inicis dels 80 la sardana entra en un període d'incertesa a causa de la situació política i econòmica que dona poc suport, sobretot econòmic, als aplecs i altres actes sardanístics. Hi ha una progressiva desaparició i encariment de cobles que cada vegada tenen més problemes per a subsistir. En aquest context hi haurà l'esclat de les cobles juvenils, iniciada el 1976 amb el naixement de la Cobla Jovenívola de Sabadell. Aquest nou impuls és rebut amb moltes reaccions positives que animen noves iniciatives particulars i escoles de música a tornar a implicar-se amb la sardana. Gràcies a aquests moviments, la sardana entra amb bon peu a la dècada dels 80.
El 1990 es funda la Federació Sardanista de Catalunya que té la vocació de reunir totes les entitats i treballar per la normalització del fet sardanista, donant assessorament a les entitats que en formen part i difonent la formació i informació sobre el món sardanístic.
El 1992 la sardana té representació en els Jocs Olímpics de Barcelona en l'acte inaugural. Més de 600 dansaires van formar cinc anelles olímpiques gegants i van ballar la sardana Benvinguts de Joan Lluís Moraleda, cantada per Josep Carreras i Montserrat Caballé i interpretada per la cobla La Principal de la Bisbal.
El 1993 el músic català Santi Arisa crea i presenta la sardanova a Manresa, la seva ciutat natal. Es tracta d'un tipus de música que segueix els elements melòdics i rítmics de la sardana però incorpora un grup de jazz. Així doncs, la cobla Els Montgrins (amb la tradicional formació d'onze músics) i el grup de Santi Arisa, Els Laketans (piano, baix, guitarra, bateria i percussió), interpreten un nou ball que passa a la història de la sardana com una experiència innovadora però que no arrela en la cultura popular.
La situació de la sardana a principis del segle xxi és analitzable a través de dades de la Federació Sardanista de Catalunya: la sardana té una limitada presència en premsa escrita (unes 17 publicacions de les que només 3 són setmanals), més de 100 programes de ràdio i més de 30 programes televisius, però en ambdós casos la majoria d'àmbit local i en hores no prioritàries quant a audiència. Comparant dades d'un període de 106 anys (1900-2006) cal destacar que l'any 2004 és el que més sardanes s'han estrenat assolint la xifra de 379 estrenes, tot i que el nombre de compositors vius està en descens des dels anys 50-60 i el 2006 n'hi ha 572. Quant al nombre de cobles, es veu un clar descens des dels anys 50 fins als 80, però a partir d'aquell moment hi ha una clara recuperació fins als anys 90 i un manteniment fins a l'actualitat en el nombre de cobles actives, que el 2006 són 97.
L'any 2007 es va celebrar el vintè aniversari de l'Aplec Internacional de la sardana. S'ha seguit celebrant cada any a l'estiu en diferents ciutats (vegeu llistat).

## Estructura del ball
La sardana es compon d'una determinada successió de compassos, cada compàs és un punt o pas que cal fer. Els passos s'agrupen en tirades de dos tipus: curts i llargs. Una sardana per a ballar consta generalment de deu tirades segons l'estructura següent:
- Introit
- 1a tirada: 1a tirada de curts
- 2a tirada: 2a tirada de curts
- 3a tirada: 1a tirada de llargs
- 4a tirada: 2a tirada de llargs
- 5a tirada: 3a tirada de curts
- 6a tirada: 4a tirada de curts
- 7a tirada: 3a tirada de llargs
- 8a tirada: 4a tirada de llargs
- Contrapunt
- 9a tirada: 5a tirada de llargs
- Contrapunt
- 10a tirada: 6a tirada de llargs
- Cop final

Tanmateix, des de finals del segle xx és cada cop més freqüent interpretar la sardana de set tirades (també anomenada Sardana manresana), què és la que actualment s'interpreta en els concursos sardanistes, segons l'estructura següent:
- Introit
- 1a tirada: 1a tirada de curts
- 2a tirada: 2a tirada de curts
- 3a tirada: 1a tirada de llargs
- 4a tirada: 2a tirada de llargs
- 5a tirada: 3a tirada de curts
- 6a tirada: 3a tirada de llargs
- Contrapunt
- 7a tirada: 4a tirada de llargs
- Cop final

En alguns casos, principalment en exhibicions que no es desitja que siguin excessivament llargues, aquestes tirades es redueixen a cinc:
- Introit
- 1a tirada: 1a tirada de curts
- 2a tirada: 2a tirada de curts
- 3a tirada: 1a tirada de llargs
- 4a tirada: 2a tirada de llargs
- Contrapunt
- 5a tirada: 3a tirada de llargs
- Cop final

I en alguns casos, fins i tot a quatre tirades, eliminant-se el contrapunt i la 5a tirada. El format de quatre tirades és el més habitual en les gravacions musicals, però és el que ofereix menys recursos al ball.
A part de saber puntejar un punt a cada compàs i fer els desplaçaments a dreta i esquerra adequadament, els balladors (o almenys alguns d'ells) han de saber comptar, interpretar i repartir, ja que cada sardana és diferent i, per tant, té diferents ritmes i tiratge (nombre de compassos de la tirada de curts i de la de llargs).

### Tirada de curts, o curts

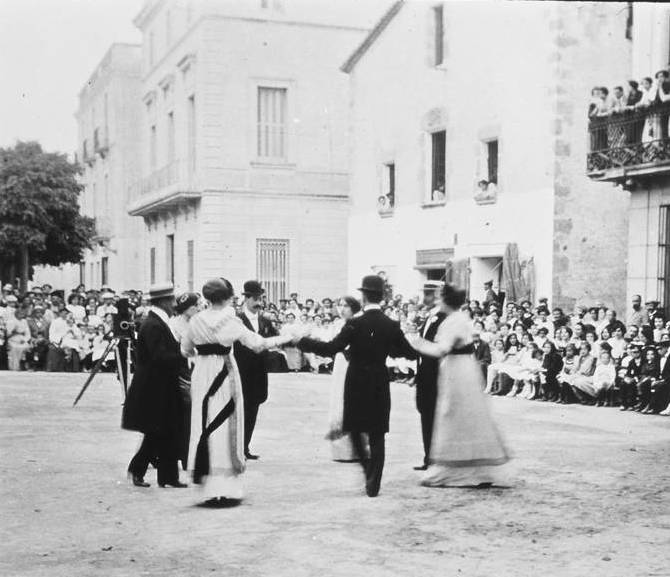
Gent ballant sardanes a Lloret de Mar el 1911

Habitualment té un nombre senar de compassos, de setze a quaranta-cinc, i es caracteritza pel fet que en aquestes tirades els balladors mantenen els braços avall. En el primer compàs de la tirada de curts el peu esquerre s'avança, fa un punt a terra i retrocedeix. En el següent compàs el ballador es desplaça cap a la dreta i seguidament marca un nou punt amb la dreta. El segueix un nou desplaçament i punt cap a l'esquerra i així successivament alternant la dreta i l'esquerra. Cada quatre compassos, doncs, es torna al mateix lloc. Dins una mateixa sardana la tirada de curts és única i es repeteix la mateixa melodia les quatre vegades que sona (tres vegades, si la sardana és de set tirades).

### Tirada de llargs, o llargs
Habitualment té un nombre senar de compassos, de cinquanta-cinc a noranta-cinc (en algunes sardanes, excepcionalment poden superar els cent compassos), i en aquest cas els balladors alcen els braços. Els desplaçaments a dreta i esquerra són idèntics a la tirada de curts, la diferència és que en els llargs el nombre de punts a marcar és tres, en lloc d'un. Així doncs, cada vuit compassos es torna al mateix lloc. Dins una mateixa sardana la tirada de llargs és única i es repeteix la mateixa melodia les sis vegades que sona (quatre vegades, si la sardana és de set tirades).

### Introit i contrapunt
- Introit: Cada sardana s'obre amb un curt refilar de flabiol acabat amb un toc de tamborí que serveix per a anunciar als balladors que la sardana està a punt de començar.
- Contrapunt: Abans de les dues últimes tirades hi ha una petita pausa del ball, en la qual els balladors abaixen els braços, mentre el flabiol toca de nou unes breus notes com a solista.

### Comptar
La primera i segona tirada tant de curts com de llargs es ballen d'una manera continuada, sense acabar amb els peus junts al final de cada tirada (només cal acabar amb els peus junts al final de les segones tirades). La primera raó per la qual es fa d'aquesta manera és per comptar quants compassos té la tirada de curts i la de llargs respectivament, per tal de poder repartir la sardana. La segona raó és per poder interpretar-la.

### Interpretar
Cal memoritzar en quins compassos hi ha canvis de ritme, per tal de ballar pausadament o saltar segons la música. Podem distingir clarament dos tipus de salt durant la sardana, tot i que la interpretació dependrà de cada sardana i ballador:
- salt petit o saltiró: en els llargs, fragment posterior a la presentació del tema musical per part de la tenora en el qual els tibles tenen una melodia de caràcter picat que es reflecteix amb aquest pas interpretatiu de la colla, idèntic al salt però, tal com indica el nom, més petit.
- salt fort o "amunt!": el tema presentat per la tenora a l'inici dels llargs sona interpretat per tota la cobla, lògicament amb un volum fort. Mentre es punteja se salta 3 cops per compàs, que corresponen aproximadament a dues corxeres i una negra.

En concursos i exhibicions cada colla sardanista, formada habitualment per sis parelles, té una persona encarregada de dir a la resta de balladors en quin compàs han d'executar aquests salts i la resta d'interpretació, que pot ser el mateix cap de colla o un altre membre. En aquestes competicions s'avalua la sensibilitat en la interpretació de la sardana i la capacitat de coordinació de la colla per tal d'executar-ho alhora. En aplecs i ballades populars la interpretació és més lliure però es procura interpretar com a mínim el salt fort.

### Repartir
Una vegada comptada la tirada de curts i de llargs es diu que el ballador ja sap quant "tiren els curts i els llargs". Amb el coneixement d'aquestes dues xifres ja es pot "repartir la sardana", la qual cosa significa calcular quants passos de curts (passos de "dos") i de llargs (passos de "tres") cal fer al final de cada tirada per acabar-la amb els peus junts i a l'esquerra. (L'estil selvatà es diferencia de l'estil empordanès, que és el més estès, perquè en lloc d'acabar a l'esquerra, acaba a la dreta.)

### Cop final
Acabada la sardana, encara al darrer compàs de la darrera tirada de llargs, la cobla toca el darrer acord amb un cop sec, en el qual els balladors avancen els braços en direcció al mig de la rotllana en senyal de comiat.

## Tipus de sardanes

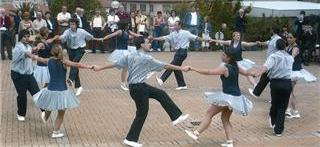
Exemple de sardana de punts lliures

La sardana es balla a nivell popular en festes majors i celebracions, i també en actes exclusivament sardanistes, com ara les ballades (també dites audicions), els aplecs i en concursos i exhibicions de colles. També s'interpreta en concerts.
Aquests diversos usos de la sardana fan que puguem determinar diferents criteris pels quals classificar les sardanes: en funció de l'estructura de ball, del propòsit del ball, o musical.

### Segons l'estructura del ball
- Sardanes d'estil empordanès o d'estil selvatà: en funció del peu amb què s'inicia i acaba el ball, i cadascun dels contrapunts. L'estil empordanès, majoritari, ho fa amb l'esquerre, i l'estil selvatà ho fa amb el dret.
- Sardana de 10, 7, 5 o 4 tirades: Els usos més habituals de cadascun d'aquests tipus de sardanes s'expliquen en l'apartat destinat a l'Estructura del ball.

### Segons el propòsit del ball
- Sardana de lluïment: generalment es tracta d'una colla sardanista que balla de manera uniformada i homogènia i se sol ballar en concursos i exhibicions. Si es tracta d'un concurs l'objectiu és competir entre diferents colles per valorar quina balla millor, tant en la interpretació com en l'execució d'aquesta.
- Sardana de punts lliures: els dansaires introdueixen jocs de peus sense deixar el compàs o la rotllana. La dificultat rau en el fet que tots els dansaires han d'estar coordinats i atents per ballar els passos que prèviament han coreografiat i memoritzat. Un dels dansaires va anomenant els diferents noms dels passos i tota la colla els ha d'executar en el moment precís. Generalment es balla en concursos i es valora no només la coordinació sinó la sincronia amb la música i els diferents punts ballats.
- Sardana de germanor: aplega la totalitat dels participants, els quals formen una única rotllana. Se sol ballar al final d'un concurs, festa o aplec, i consta habitualment d'una tirada de curts i una tirada de llargs.

### Segons criteris musicals, de composició o interpretació
- Sardana de concert: tot i que pot ser ballada, és més apropiada per escoltar en un concert. Les sardanes que s'interpreten en un concert usualment ho són en quatre tirades: dues de curts i dues de llargs. Poden ser interpretades per cobles o altres formacions musicals.
- Sardana coral: la cobla té l'acompanyament d'una coral, de manera que la sardana permet ser cantada.
- Sardana obligada, o de lluïment d'un o més instruments: en la cobla destaca la melodia d'un instrument (o més d'un) que és protagonista per sobre dels altres, bé sigui la tenora, el tible, el fiscorn, el flabiol o qualsevol altre.
- Sardana revessa: el compositor posa a prova els oients i dificulta la distinció entre els curts i els llargs, de manera que suposa un repte per als dansaires que han d'esbrinar-ne el tiratge. Generalment se n'interpreta una en els concursos de colles. També hi ha concursos individuals de sardanes revesses; en aquests, els concursants, que no ballen, han d'endevinar el tiratge d'un cert nombre de sardanes revesses.

## La cobla
Antigament la música la feien dos músics o màxim tres, que sovint tocaven la cornamusa i el flabiol, qui a la vegada tocava el tamborí i, de vegades, incorporaven un graller, fins que a meitat del segle xix es va transcriure la música per ser tocada per un conjunt d'uns deu músics. La cobla és l'orquestra popular catalana de la sardana. Aquesta orquestra posseeix des de principis del segle xx la següent configuració amb onze músics i dotze instruments:
- El flabiol, flauta de dimensions reduïdes que serveix per interpretar l'inici i els contrapunts de la sardana (primera fila; un músic; primer per l'esquerra; es toca amb la mà esquerra).
- El tamborí, tambor menut altrament conegut per tabal, que també toca el flabiolaire (està lligat al braç esquerre i es toca amb la mà dreta, amb una baqueta).
- El tible, instrument de fusta, de doble canya, amb un aspecte similar a l'oboè (primera fila; dos músics; segon i tercer per l'esquerra).
- La tenora, també un instrument de fusta de doble canya, més gran que el tible, i acabat en una campana metàl·lica (primera fila; dos músics; quart i cinquè per l'esquerra).
- La trompeta (segona fila; dos músics; primer i segon per l'esquerra).
- El trombó, normalment de pistons, més rarament de vares (segona fila; un músic; tercer per l'esquerra).
- El fiscorn (segona fila; dos músics; quart i cinquè per l'esquerra)
- El contrabaix, que sol ser de tres cordes a les activitats a l'aire lliure i de quatre cordes als concerts (segona fila; un músic; sisè per l'esquerra)

A vegades pot haver-hi més músics en una cobla, com ara tres trompetes.

## Dia Universal de la Sardana
El Dia Universal de la Sardana se celebra el diumenge previ a Sant Joan. Aquell dia, totes les activitats sardanistes de Catalunya, i de les comunitats catalanes de l'exterior, fan sonar una sardana unitària, com a símbol de la universalitat de la sardana, per enaltir els seus valors i per remarcar la germanor entre tots els catalans. La sardana que s'interpreta varia cada any en funció de diversos aspectes, com ara efemèrides de compositors, esdeveniments especials, etc. La seva elecció correspon a la Junta de la Confederació Sardanista de Catalunya.
L'any 2014, quan Barcelona va ser Capital de la Sardana, es va organitzar un acte central al Parc del Tibidabo.
El Dia Universal de la Sardana és l'actualització de la Diada de la Sardana, una festivitat que se celebrava anualment a Catalunya, des de 1960 fins al 2010. Els primers anys s'organitzava el diumenge entre la diada de Sant Jordi i el dia de la Mare de Déu de Montserrat (27 d'abril) fins que es va fixar el diumenge previ a Sant Joan.

## Ciutat Pubilla de la Sardana
La Ciutat Pubilla va ser una iniciativa de l'Obra del Ballet Popular, la qual anomenava una població diferent cada any en reconeixement dels seus mèrits i la seva tasca de foment de la sardana. Aquesta iniciativa va ser vigent entre els anys 1960 i 2011.

## Capital de la Sardana
La Capital de la Sardana, hereva de l'antiga Ciutat Pubilla, és una iniciativa de la Confederació Sardanista de Catalunya, la Unió de Colles Sardanistes i l'Obra del Ballet Popular que també s'atorga anualment a un municipi diferent. El municipi escollit, durant un any, realitza un seguit d'activitats culturals i lúdiques diverses destinades a reivindicar, difondre i promoure la sardana, tant en la vessant musical com en la vessant dansa. Tot això, canalitzat a través d'activitats d'interès per a qualsevol tipus de públic, no només el sardanista.

## Algunes sardanes populars
S'ha de tenir en compte que hi ha més de 30.000 composicions de sardanes, de les quals la majoria no tenen text i només són instrumentals, per tant en general no hi ha temàtica i només el títol de la sardana indica a qui o a què està dedicada o inspirada. En qualsevol cas, les poques que tenen text solen ser de motius propers al paisatge i poble català.
- La Santa Espina Arxivat 2006-12-08 a Wayback Machine. (mp3) és la sardana més emblemàtica i constitueix un himne patriòtic pels catalans. En un principi era un espectacle amb text d'Àngel Guimerà i música d'Enric Morera, en tres actes i sis quadres, estrenada el 19 de gener de 1907 als Espectacles i Audicions Graner, de Barcelona, i del qual se'n feren més de cent representacions. La sardana del tercer acte s'independitzà i es convertí en una de les sardanes més populars. La seva interpretació estigué prohibida després de la Guerra Civil espanyola, durant les dictadures de Primo de Rivera i de Franco, pel fet que era popularment considerada com a himne nacional català.
- L'Empordà: Sardana per a cor masculí, escrita l'any 1908. S'hi relata un paisatge fèrtil, pla i proper a la Costa Brava explicat a través d'una història d'amor entre una sirena del Mediterrani i un pastor dels Pirineus, tant el poeta del text (Joan Maragall) com el compositor d'aquesta sardana del 1908 (Enric Morera), demostren així el seu amor per Catalunya. La música acompanya amb ritme enèrgic el text escrit prèviament, cas insòlit en les lletres per a sardana de Maragall.
- La Moreneta
- La Sardana de Les Monges Arxivat 2006-12-08 a Wayback Machine. (mp3), composició per a veus mixtes, d'Enric Morera, sobre un poema d'Àngel Guimerà, que fou estrenada per l'Orfeó Gracienc el 2 de febrer de 1919 al teatre El Dorado de Barcelona.
- Llevantina
- Coti X Coti: Una versió de sardana moderna composta i interpretada pel grup The Tyets.

## Anècdotes
- El poeta Joan Maragall defineix aquest ball dient que La sardana és la dansa més bella de totes les danses que es fan i es desfan en el poema La Sardana.
- El diputat del PP a la comunitat de Madrid Juan Soler va fer la següent declaració com a resposta a l'abolició de les corrides de toros a Catalunya: Que no em diguin que la sardana no és com els toros. Sí que mata, d'avorriment.[17]
- Thomas Mann menciona la sardana al capítol setè de la seva novel·la La muntanya màgica. En una conversa entre Hans Castorp i la senyora Chauchat, la senyora diu: «M’ha agradat molt més la dansa popular de Catalunya, la sardana, a toc de cornamusa. Jo també vaig afegir-me al ball. S'agafen tots de les mans i ballen en rodona. Tota la plaça és plena. C’est charmant. És humà. M’he comprat una gorreta blava com la que duen tots els homes i els nois del poble, és gairebé un fes, la boina. Me la poso per a la cura de repòs i en molts moments. Monsieur jutjarà si m’està bé.»[18]